# Добро јутро, комшија
Добро јутро, комшија је филм из Републике Српске у продукцији РТВ Приједор и БН Телевизије. Сниман је у поткозарском селу Горњи Орловци. Жанр овог филма је комедија, а режију потписује глумац из Приједора Жељко Касап. Сценариста филма је Перо Шпадић, а ово остварење је премијерно приказано 14. децембра 2012. године у приједорском биоскопу „Козара".

## Радња
Радња ове комедије говори о међукомшијским односима и забрањеној љубави између богате градске дјевојке и сиромашног момка са села. Радња се збива у једном селу у којем је све било супер док се у суседство нису доселиле лепе цуре какве су сви само могли сањати. Иако су оне прелепе, нису баш склоне раду у пољу као и друге у селу, али зато одударају лепотом. Наравно све друге цуре и невесте биле су љубоморне на њих, а мушком роду су дошле као мелем за очи.
Глумачку екипу чине еминентни глумци Народног позориште Републике Српске и Позоришта Приједор.

## Буџет
Покровитељ филма је град Приједор а главни спонзор приједорска творница кекса "Мира". Буџет филма износио је 4.500 КМ.

## Параметри гледаности
Иако рађен са изузетно скромним средствима филм је на ју тјубу само на једном мјесту доживио преко 1.500.000 прегледа а са БН ТВ наводе да је овај филм у сваком репризном термину био дупло гледанији од њихове најгледаније информативне емисије "Дневник 2" као и од најатрактивнијих серија у продукцији РТС које су они емитовали.  — Перо Шпадић, сценариста филма за портал "Приједор данас" 3. октобар 2014.
Филм је доживео велику популарност и гледаност у Републици Српској и Србији, а на сајту јутјуб прва два дијела су имала око 10 милиона прегледа.